# Square Suzanne-Buisson
Le square Suzanne-Buisson est un espace vert du 18e arrondissement de Paris.

## Situation et accès
Le square est accessible par le 7 bis, rue Girardon, l'impasse Girardon et la place Casadesus.
Il est desservi par la ligne 12 à la station Lamarck - Caulaincourt.

## Origine du nom
Il porte le nom de la femme politique et résistante Suzanne Buisson (1883-1944), déportée et morte à Auschwitz.

## Historique
Ce square est orné d'une statue de saint Denis, premier évêque de Paris, décapité et portant sa tête dans ses mains, qui surmonte une fontaine moderne sans eau, la source ancienne s'étant tarie en 1810 à la suite d'un effondrement souterrain. 
La statue marque le passage de ce dernier qui, supplicié au IIIe siècle par les Romains, en compagnie du prêtre Rustique et de l'archidiacre Éleuthère, aurait marché en portant sa tête jusqu'au lieu de sa sépulture, l'actuelle ville de Saint-Denis, s'arrêtant à une fontaine au mont Martyrium (Montmartre) pour y laver sa tête. Toujours selon Hilduin, cette source mythologique serait située sur la parcelle où s'élèvera le château des Brouillards.

## Galerie

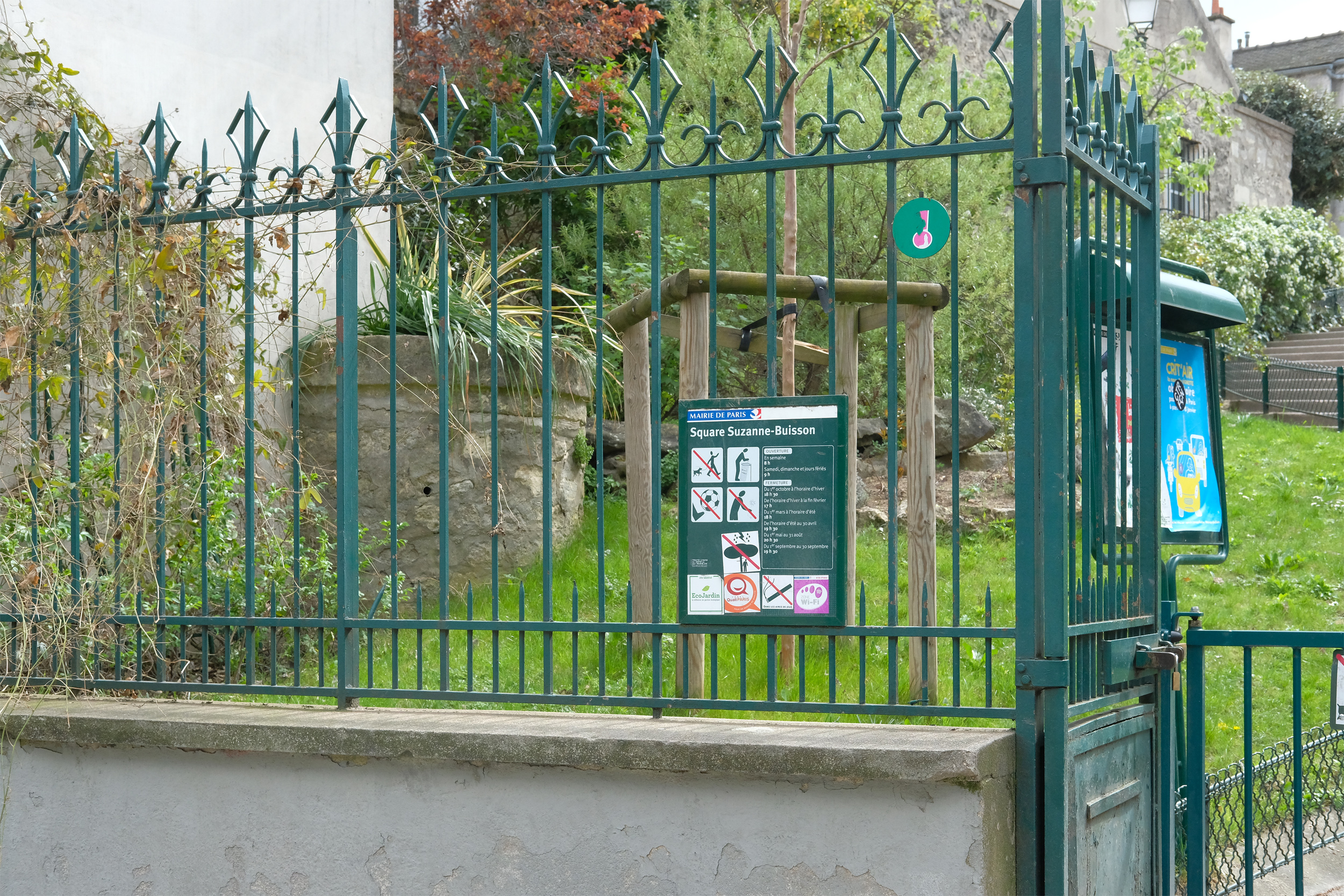
Entrée du square, côté rue Simon-Dereure.
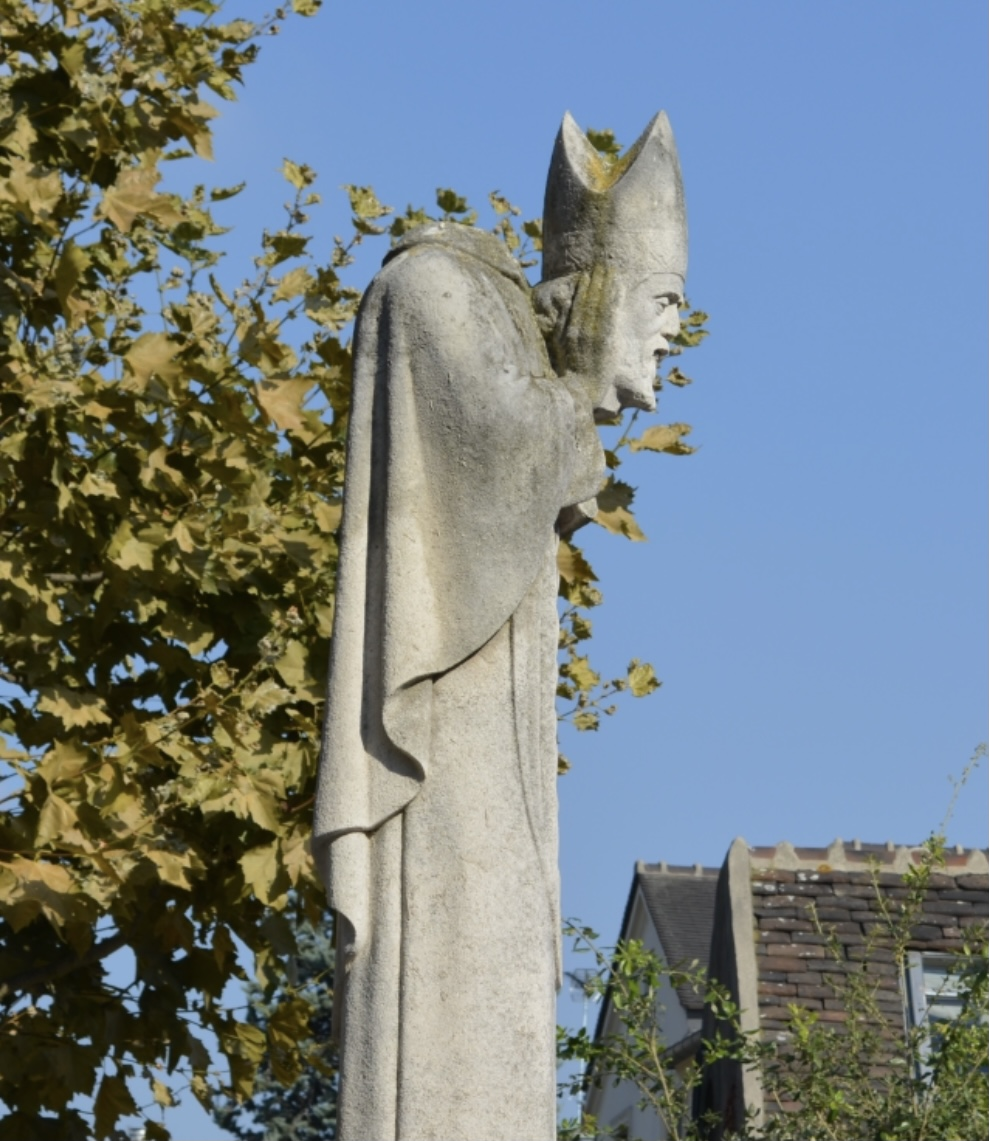
Statue de Saint Denis.
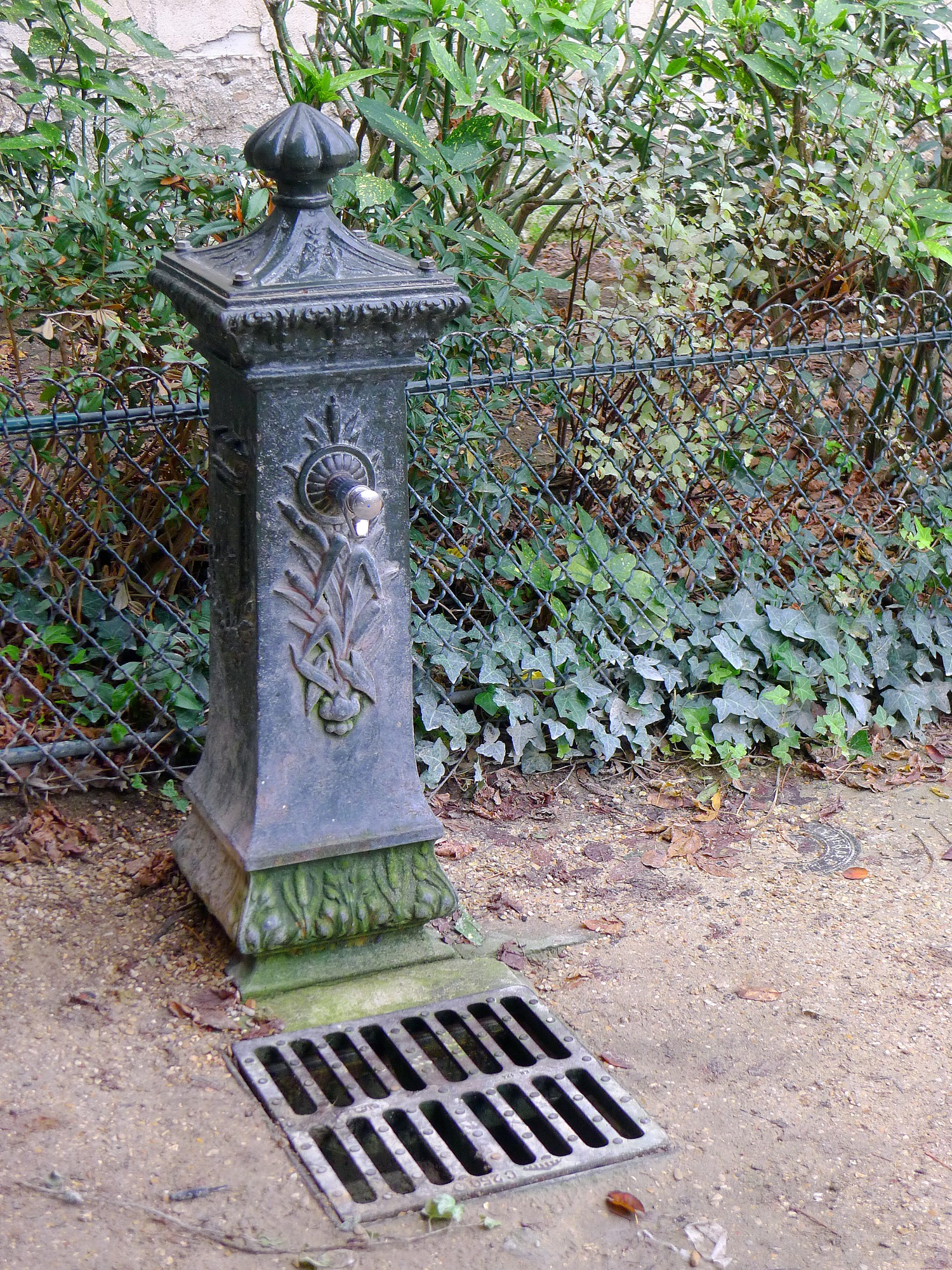
Fontaine Wallace.
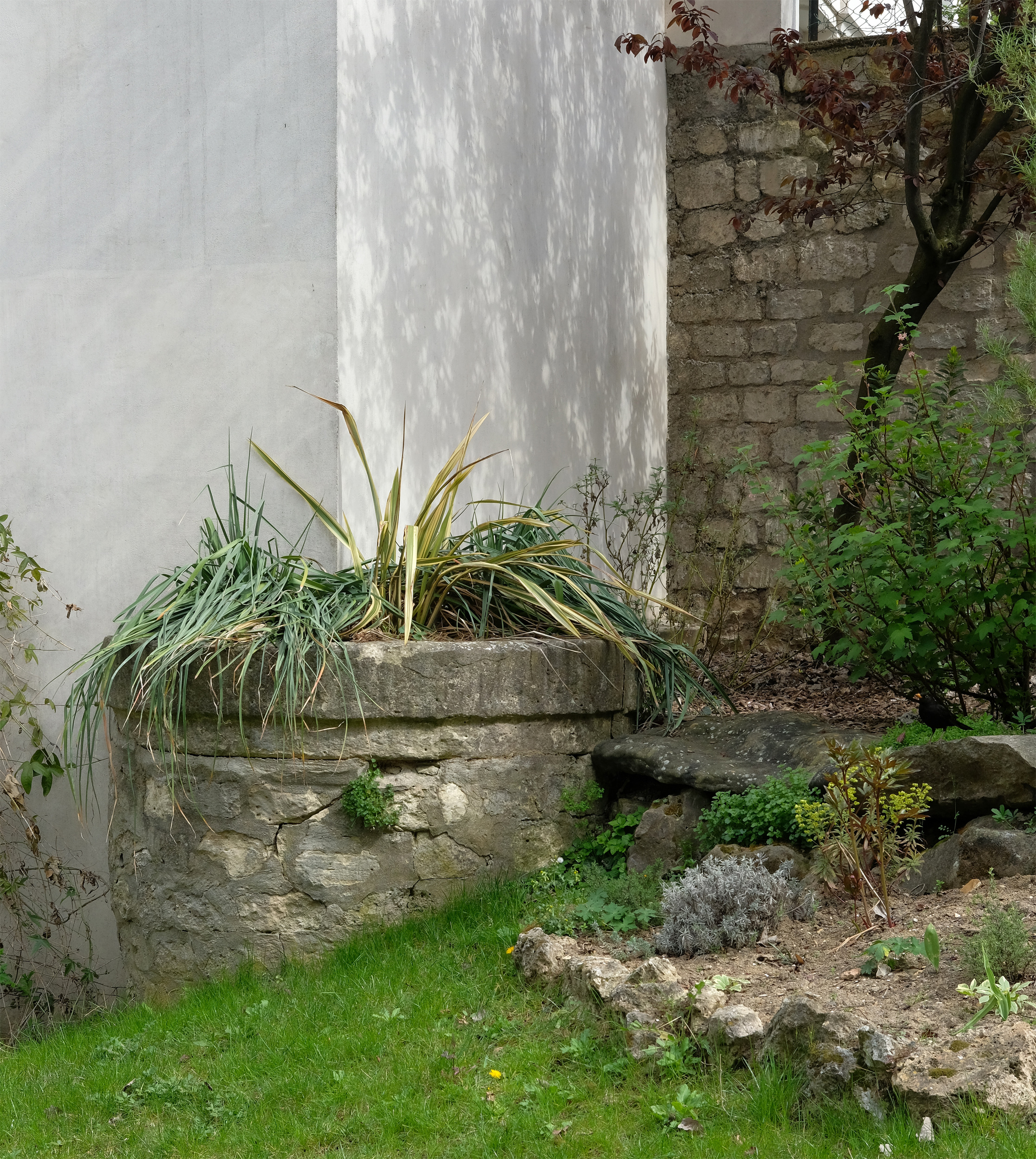
Vestiges d'un ancien puits.